# Héctor Hernández Marrero
Héctor Hernández Marrero (Las Palmas de Gran Canaria, 14 settembre 1995) è un calciatore spagnolo, attaccante del Corinthians.

## Caratteristiche tecniche
È un centravanti.

## Carriera

### Club
Il 25 agosto 2014 ha esordito in Liga con l'Atlético Madrid in occasione dell'incontro pareggiato 0-0 contro il Rayo Vallecano. Il 29 luglio 2019 passa in prestito al Fuenlabrada, squadra che milita in Segunda División B.

### Nazionale
Ha giocato nella nazionale spagnola Under-19.

## Statistiche

### Presenze e reti nei club
Statistiche aggiornate al 8 dicembre 2024.
| Stagione                | Squadra                 | Campionato              | Campionato | Campionato | Coppe nazionali | Coppe nazionali | Coppe nazionali | Coppe continentali | Coppe continentali | Coppe continentali | Altre coppe | Altre coppe | Altre coppe | Totale | Totale |
| Stagione                | Squadra                 | Comp                    | Pres       | Reti       | Comp            | Pres            | Reti            | Comp               | Pres               | Reti               | Comp        | Pres        | Reti        | Pres   | Reti   |
| ----------------------- | ----------------------- | ----------------------- | ---------- | ---------- | --------------- | --------------- | --------------- | ------------------ | ------------------ | ------------------ | ----------- | ----------- | ----------- | ------ | ------ |
| 2013-2014               | Atlético Madrid         |                         | -          | -          | CR              | 1               | 1               |                    | -                  | -                  |             | -           | -           | 1      | 1      |
| 2014-2015               | Atlético Madrid         | PD                      | 1          | 0          |                 | -               | -               |                    | -                  | -                  |             | -           | -           | 1      | 0      |
| Totale Atl. Madrid      | Totale Atl. Madrid      | Totale Atl. Madrid      | 1          | 0          |                 | 1               | 1               |                    | -                  | -                  |             | -           | -           | 2      | 1      |
| 2015-2016               | Elche                   | SD                      | 32         | 1          |                 | -               | -               |                    | -                  | -                  |             | -           | -           | 32     | 1      |
| 2016-2017               | Albacete                | SDB                     | 38         | 20         | CR              | 2               | 0               |                    | -                  | -                  |             | -           | -           | 40     | 20     |
| 2017-2018               | Albacete                | SD                      | 16         | 2          | CR              | 1               | 0               |                    | -                  | -                  |             | -           | -           | 17     | 2      |
| Totale Albacete         | Totale Albacete         | Totale Albacete         | 54         | 22         |                 | 3               | 0               |                    | -                  | -                  |             | -           | -           | 57     | 22     |
| ago.-dic. 2018          | Malaga                  | SD                      | 7          | 0          |                 | -               | -               |                    | -                  | -                  |             | -           | -           | 7      | 0      |
| gen.-giu. 2019          | Rayo Majadahonda        | SD                      | 18         | 3          |                 | -               | -               |                    | -                  | -                  |             | -           | -           | 18     | 3      |
| ago.-dic. 2019          | Fuenlabrada             | SD                      | 6          | 0          | CR              | 2               | 1               |                    | -                  | -                  |             | -           | -           | 8      | 1      |
| gen.-giu. 2020          | Leonesa                 | SDB                     | 7          | 4          |                 | -               | -               |                    | -                  | -                  |             | -           | -           | 7      | 4      |
| 2020-2021               | Leonesa                 | SDB                     | 18         | 2          | CR              | 1               | 0               |                    | -                  | -                  |             | -           | -           | 19     | 2      |
| Totale Leonesa          | Totale Leonesa          | Totale Leonesa          | 25         | 6          |                 | 1               | 0               |                    | -                  | -                  |             | -           | -           | 26     | 6      |
| 2021-2022               | Rayo Majadahonda        | PF                      | 31         | 16         | CR              | 2               | 0               |                    | -                  | -                  |             | -           | -           | 33     | 16     |
| Totale Rayo Majadahonda | Totale Rayo Majadahonda | Totale Rayo Majadahonda | 49         | 19         |                 | 2               | 0               |                    | -                  | -                  |             | -           | -           | 51     | 19     |
| 2022-2023               | Chaves                  | PL                      | 22         | 8          | TP              | 1               | 0               |                    | -                  | -                  | TL          | 1           | 0           | 24     | 8      |
| 2023-2024               | Chaves                  | LP                      | 32         | 14         | TP              | 1               | 0               |                    |                    |                    | TL          | 1           | 0           | 34     | 14     |
| Totale Chaves           | Totale Chaves           | Totale Chaves           | 57         | 22         |                 | 2               | 0               |                    | -                  | -                  |             | 2           | 0           | 58     | 22     |
| ago.-dic. 2024          | Corinthians             | A                       | 3          | 0          | CB              | 2               | 0               |                    | -                  | -                  |             | -           | -           | 5      | 0      |
| Totale carriera         | Totale carriera         | Totale carriera         | 199        | 56         |                 | 12              | 1               |                    | -                  | -                  |             | 1           | 0           | 212    | 58     |

## Palmarès

### Club

#### Competizioni statali
- Campionato paulista: 1

Corinthians: 2025